# Persoonia confertiflora
Espèce
Classification phylogénétique
Persoonia confertiflora est une espèce de plantes à fleurs de la famille des  Proteaceae. C'est un buisson originaire de l'est de l'Australie. Il peut atteindre 1,5 m de haut et a des feuilles elliptiques ou lancéolée. Le fleurs sont jaunes avec quatre pétales incurvés. Elles laissent ensuite leur place à des fruits charnus vert qui virent ensuite au violet. Ils mesurent 18 mm de long pour 14 mm de large.
L'espèce est pour la première fois décrite par George Bentham en 1870 dans le cinquième volume de Flora Australis. On la trouve dans le sud-est de la Nouvelle-Galles du Sud et dans l'est de l'Australie dans des forêts côtières ou dans des zones montagneuses,.